# Барнс, Альберт Кумс
Альберт Кумс Барнс (англ. Albert Coombs Barnes; 2 января 1872, Филадельфия, Пенсильвания — 24 июля 1951, Финиксвилл, Пенсильвания) — американский врач, изобретатель и коллекционер. В начале врачебной карьеры Барнс разработал рецептуру антисептика на основе серебра, Аргирола, который стал широко применяться для лечения гонореи и детской слепоты от гонореи. Он сумел сделать крупный капитал на производстве и продаже препарата. Собрал исключительно большую художественную коллекцию импрессионистов, постимпрессионистов и модернистов, которая стала основой созданной им образовательной художественной галереи Фонда Барнса. Отличался большой эксцентричностью в поведении и страстью к образованию малообеспеченного населения.

## Биография
Барнс родился 2 января 1872 года в Кенгсингтоне, рабочем районе Филадельфии, в малообеспеченной семье мясника. Он чувствовал себя отверженным филадельфийским обществом. В 1889 году окончил Центральную высшую школу в Филадельфии, где учился с будущим американским художником-реалистом Уильямом Глэкенсом и будущим импрессионистом Джоном Слоаном. В 1892 году окончил Медицинскую школу Пенсильванского университета. После этого два года работал в этом же университете преподавателем химии, а затем учился в Берлинском университете (1894—1895).
В 1900 году Барнс изучал фармакологию в Гейдельбергском университете, где сделал докторскую диссертацию. Здесь же вместе со студентом Германом Хиллем (нем. Hermann Hille) разработал антисептический препарат — смесь серебра и белка, названного Аргирол. В 1902 году они образовали фармацевтическую компанию «Barnes and Hille» по производству медикаментов, в том числе Аргирола, а в 1907 году Барнс выкупил у партнёра его долю. В 1908 году наладил производство в Филадельфии, Лондоне и Австралии (A.C. Barnes Company), которое оказалось исключительно прибыльным. В 1928 году выгодно продал компанию как раз незадолго до открытия антибиотиков, которые впоследствии успешно заменили антисептики. Сумма продажи оценивалась в 6 млн долларов, что было очень большой суммой для 1920-х годов. После этого Барнс стал заниматься своей коллекцией.
Барнс погиб в 1951 году в результате автокатастрофы, когда его Cadillac не остановился на знак "стоп" на перекрёстке и в него врезался грузовик.

## Коллекция

Портрет Альберта К. Барнса (Джорджо де Кирико, 1926)

С 1912 года под руководством своего друга со школьной скамьи Уильяма Глэкенса Барнс начал собирать свою коллекцию живописи. Первыми картинами стали «Почтальон» Ван Гога и «Женщина с сигаретой» Пикассо, которые были куплены Глэкенсом и Альфредом Морером в Париже. Впоследствии Барнс «пачками» скупал полотна импрессионистов. Так, однажды он скупил 60 полотен тогда малоизвестного Хаима Сутина всего за $50 за картину. Именно Барнс «открыл» Амедео Модильяни.
Со временем Барнс собрал крупнейшую в мире коллекцию картин Матисса, вторую по величине после Лувра коллекцию Сезанна, а также большие собрания полотен Пикассо, Брака, Ренуара, Тулуз-Лотрека, Джона Мэрина, Джорджии О’Киф и Бен Шана. В 1922 году основал образовательный Фонд Барнса, а в 1923—24 годах был построен первый корпус будущей галереи. Однако на протяжении длительного времени галерея была предлогом для избежания налогообложения, в то время как лишь мизерная часть коллекции была доступна публике при личном разрешении Барнса.
В галерее проводятся уроки по искусству и эстетике, традициям в искусстве и др., поскольку основной целью фонда Барнса было «содействие образованию и развитию понимания искусства».
Барнс разработал собственную концепцию преподавания, в его галерее продумана каждая деталь, включая расположение картин на стенах и их сочетание по цвету, форме, линиям движений. Все предметы, находящиеся в комнате галереи, включая мебель и другие предметы интерьера, имеют определённое значение для преподавания. Именно с целью продолжать уроки по собственной методике Барнс в своём завещании отметил, что его коллекция никогда не может быть арендована, перемещена или продана. Тем не менее, уже в ближайшее время планируется перенос коллекции в новое, специально построенное здание недалеко от центра Филадельфии, что является прямым нарушением завещания Барнса и, по одной из версий, частью тщательно спланированного плана захвата контроля над бесценной коллекцией.